# Miloš Drobnjak
Miloš Drobnjak (cyr. Милош Дробњак, ur. 3 września 1978 w Belgradzie, zm. 15 kwietnia 2019 w Ugrinovci) – serbski piłkarz, występujący na pozycji obrońcy.

## Życiorys
Junior Crvenej zvezdy, występował w jednym zespole m.in. z Nenadem Lalatoviciem, był także kapitanem drużyny juniorów. Nigdy jednak nie zadebiutował w pierwszym składzie. Był także reprezentantem Jugosławii U-21. Na początku seniorskiej kariery występował w FK Voždovac i Radničkim Pirot, a następnie w Milicionarze Belgrad. W sezonie 1998/1999 rozegrał 15 spotkań w Prvej lidze w barwach Milicionara, a rok później wystąpił w 10 meczach ligowych najwyższej ligi Jugosławii dla Spartaka Subotica. Na początku 2001 roku przeszedł z Budućnosti Podgorica do Sławii Mozyrz. W barwach tego klubu rozegrał trzy mecze w Wyszejszajej lidze, debiutując 11 kwietnia 2001 roku w wygranym 4:0 spotkaniu z FK Mołodeczno. Po zakończeniu sezonu wrócił do Budućnosti, a na początku 2002 roku został zawodnikiem FK Jedinstvo Bijelo Polje. W sezonie 2002/2003 grał w bośniackim Veležu Mostar, po czym przez półtora roku reprezentował barwy Mačvy Šabac. W tym okresie rozegrał dla klubu 22 mecze ligowe. Rundę wiosenną sezonu 2004/2005 spędził na grze w Szczakowiance Jaworzno, występując dla tego klubu w dwóch meczach II ligi. Następnie był piłkarzem BASK Beograd, Ibaru Rožaje i Botewu Nowi pazar. Karierę zakończył w 2009 roku. W 2019 roku popełnił samobójstwo.

## Statystyki ligowe
| Sezon         | Klub                   | Liga                          | Mecze | Gole |
| ------------- | ---------------------- | ----------------------------- | ----- | ---- |
| 1998/1999     | Milicionar Belgrad     | Prva liga SR Јugoslavije      | 15    | 1    |
| 1999/2000     | Spartak Subotica       | Prva liga SR Јugoslavije      | 10    | 0    |
| 2000/2001 (j) | Budućnost Podgorica    | Prva liga SR Јugoslavije      | 0     | 0    |
| 2001          | Sławija Mozyrz         | Wyszejszaja liha              | 3     | 0    |
| 2001/2002 (j) | Budućnost Podgorica    | Prva liga SR Јugoslavije      | 3     | 0    |
| 2001/2002 (w) | Jedinstvo Bijelo Polje | Druga liga SR Јugoslavije     | 7     | 1    |
| 2003/2004     | Mačva Šabac            | Druga liga Srbije i Crne Gore | 14    | 1    |
| 2004/2005 (j) | Mačva Šabac            | Prva liga Srbije              | 8     | 0    |
| 2004/2005 (w) | Szczakowianka Jaworzno | II liga                       | 2     | 0    |
| 2005/2006     | BASK Beograd           | Prva liga Srbije              | 4     | 0    |